# Herman Mojmir

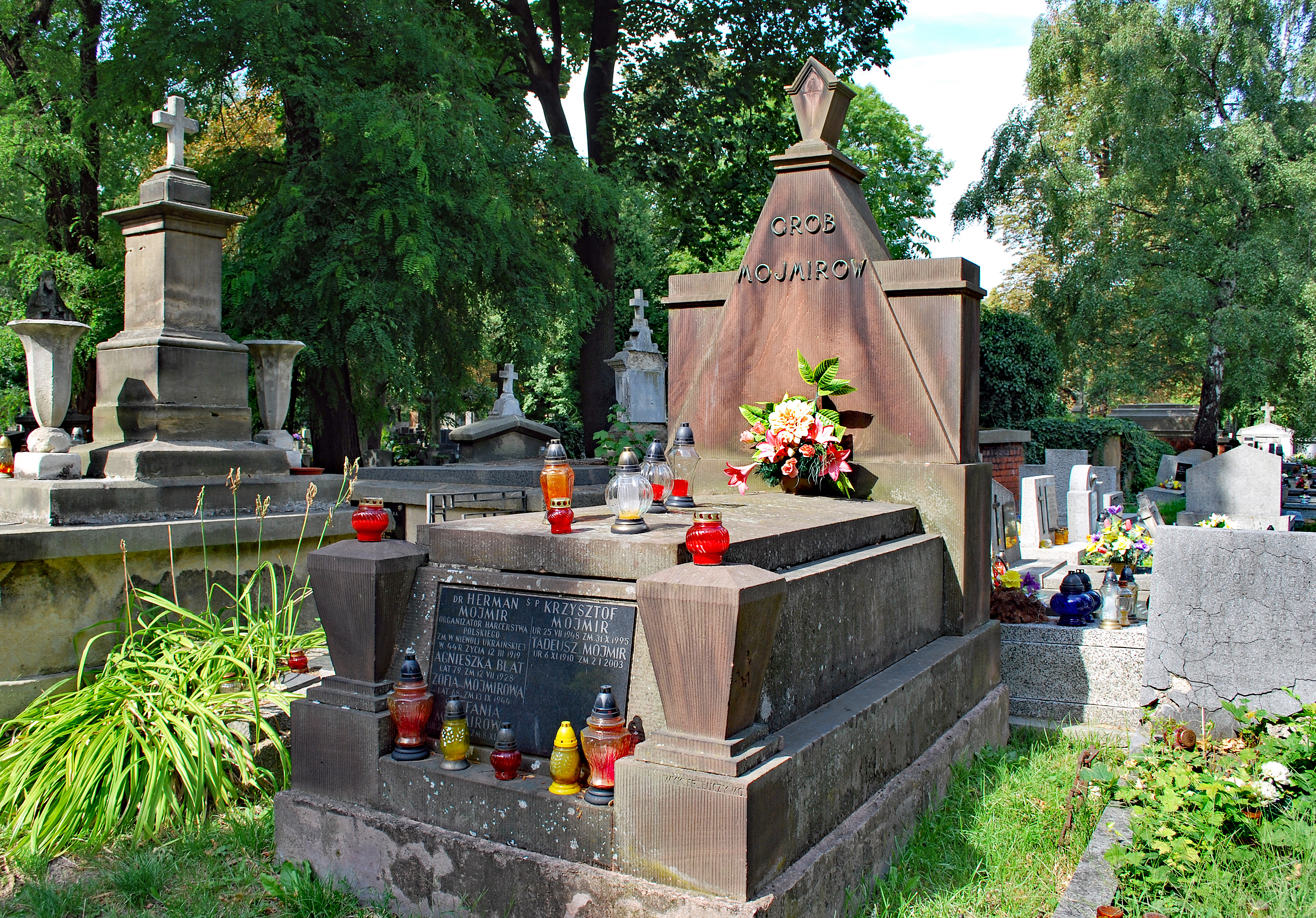
Cmentarz Rakowicki.
Grobowiec Mojmirów.

Herman Mojmir, właśc. Herman Biesik (ur. 11 stycznia 1874 w Wilamowicach, zm. 12 marca 1919 w Czortkowie) – lekarz i działacz społeczny. Jeden z organizatorów Związku Harcerstwa Polskiego. Amatorsko zajmował się językiem wilamowskim. Na skutek konfliktu z bratem Florianem Biesikiem Herman zmienił nazwisko, a Florian umieścił go w swoim poemacie Óf jer wełt w piekle.
W 1893 roku ukończył Gimnazjum św. Anny w Krakowie. W latach 1893–1898 kształcił się na Wydziale Lekarskim Uniwersytetu Jagiellońskiego i 3 listopada 1900 roku uzyskał stopień doktora wszech nauk lekarskich. W latach 1899–1902 był profesorem gimnazjalnym we Lwowie, w okresie 1902–1903 – w Rzeszowie, a od 1903 do 1906 – w Brodach oraz od 1906 roku – w Kołomyi. Zmarł na tyfus plamisty pełniąc posługę jako komendant Szpitala Epidemiologicznego. Pochowany jest na cmentarzu Rakowickim w Krakowie.